# الزراريين (أولاد عيسى)
الزراريين هو دُوَّار يقع بجماعة أولاد داود، إقليم تاونات، جهة فاس مكناس في المملكة المغربية. ينتمي الدوّار لمشيخة أولاد عيسى التي تضم 15 دوار. يقدر عدد سكانه بـ 301 نسمة حسب الإحصاء الرسمي للسكان والسكنى لسنة 2004.

## روابط خارجية
- البوابة الوطنية للجماعات الترابية
- المندوبية السامية للتخطيط